# Centrale solaire photovoltaïque de Hamel
La centrale solaire photovoltaïque de Hamel  est un projet de construction d'une centrale solaire photovoltaïque à Hamel, dans le Nord, en France, prévu pour être opérationnelle en 2024.

## Description
Ce projet vise à produire jusqu'à 11,5 MWc au travers de 26 000 panneaux solaires à partir de 2024, sur le site d'une ancienne sablière,, le tout sur un terrain d'une quinzaine d'hectares. Valeco doit exploiter la centrale.